# SkyActiv
Skyactiv (estilizado SKYACTIV) es una marca registrada para una serie de tecnologías desarrolladas por la empresa japonesa Mazda, la cual comprende una reingeniería del vehículo en motor, transmisión, carrocería, frenos, dirección y suspensión. Esto está pensado para lograr un aprovechamiento de la energía más eficiente, logrando una disminución del consumo de combustible. El primer modelo con tecnología Skyactiv es el Mazda CX-5, que se presentó en público en el Salón del Automóvil de Frankfurt de 2011 y que está en el mercado desde mediados de 2012. 

## Tecnología SKYACTIV

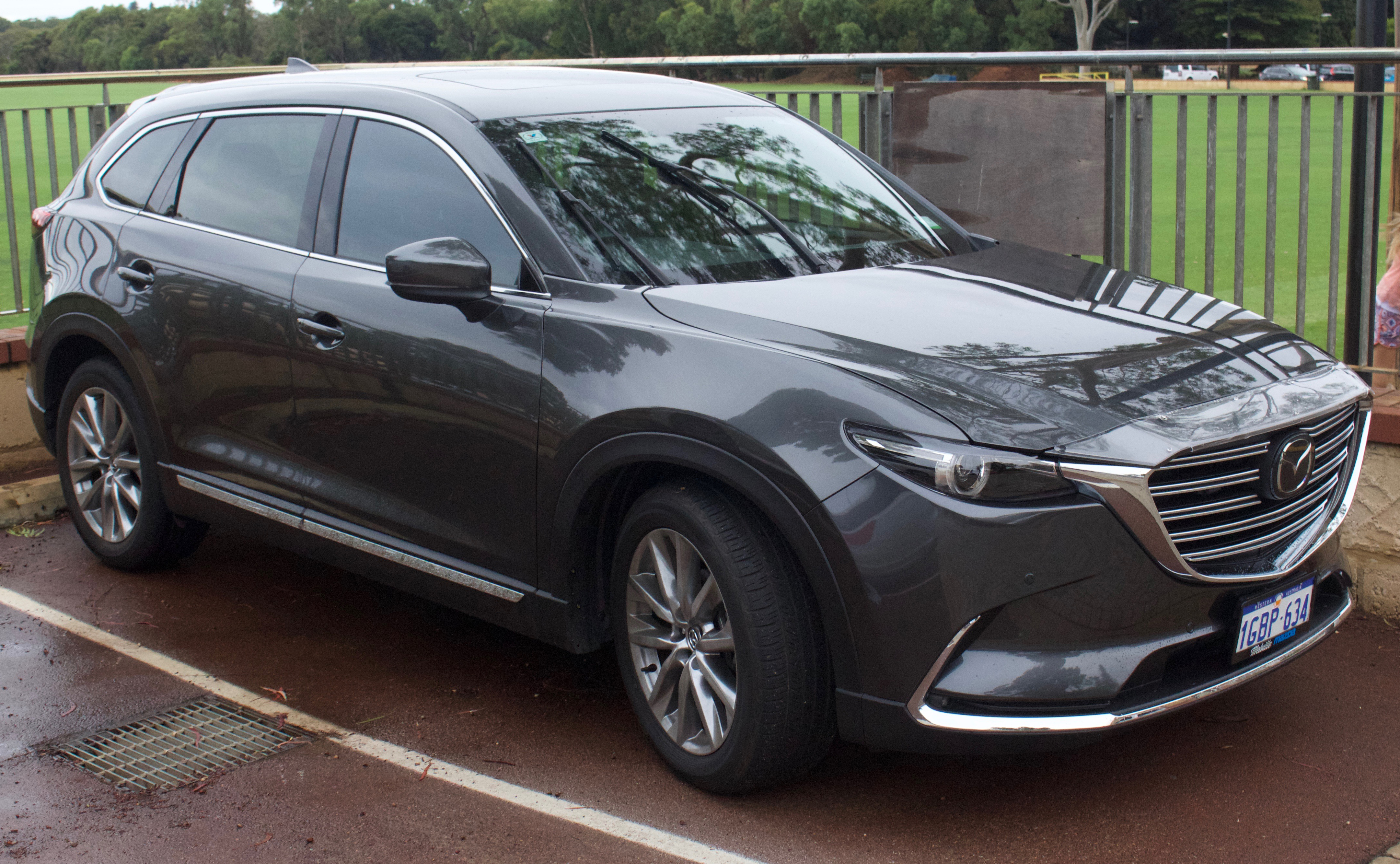
Nueva Mazda CX-9 con tecnología Skyactiv

La tecnología SKYACTIV incorpora todo un conjunto de tecnología que apuesta por optimizar lo ya conocido. Es decir, Mazda apuesta principalmente por coches con motores de combustión en lugar de los vehículos eléctricos, híbridos o movidos por pila de combustible. La tecnología fue pensada bajo la premisa de lograr motores más eficientes, con optimizados sistemas de suspensión, frenos, dirección, y carrocerías fabricadas con materiales más livianos, pero a la vez, más resistentes y seguros. Esto se traduce en una reducción de peso y mayores niveles de seguridad en colisiones, combinado con el diseño, sin recurrir a materiales que elevan su costo, que mejoran su comportamiento dinámico.

## Carrocería y chasis SKYACTIV

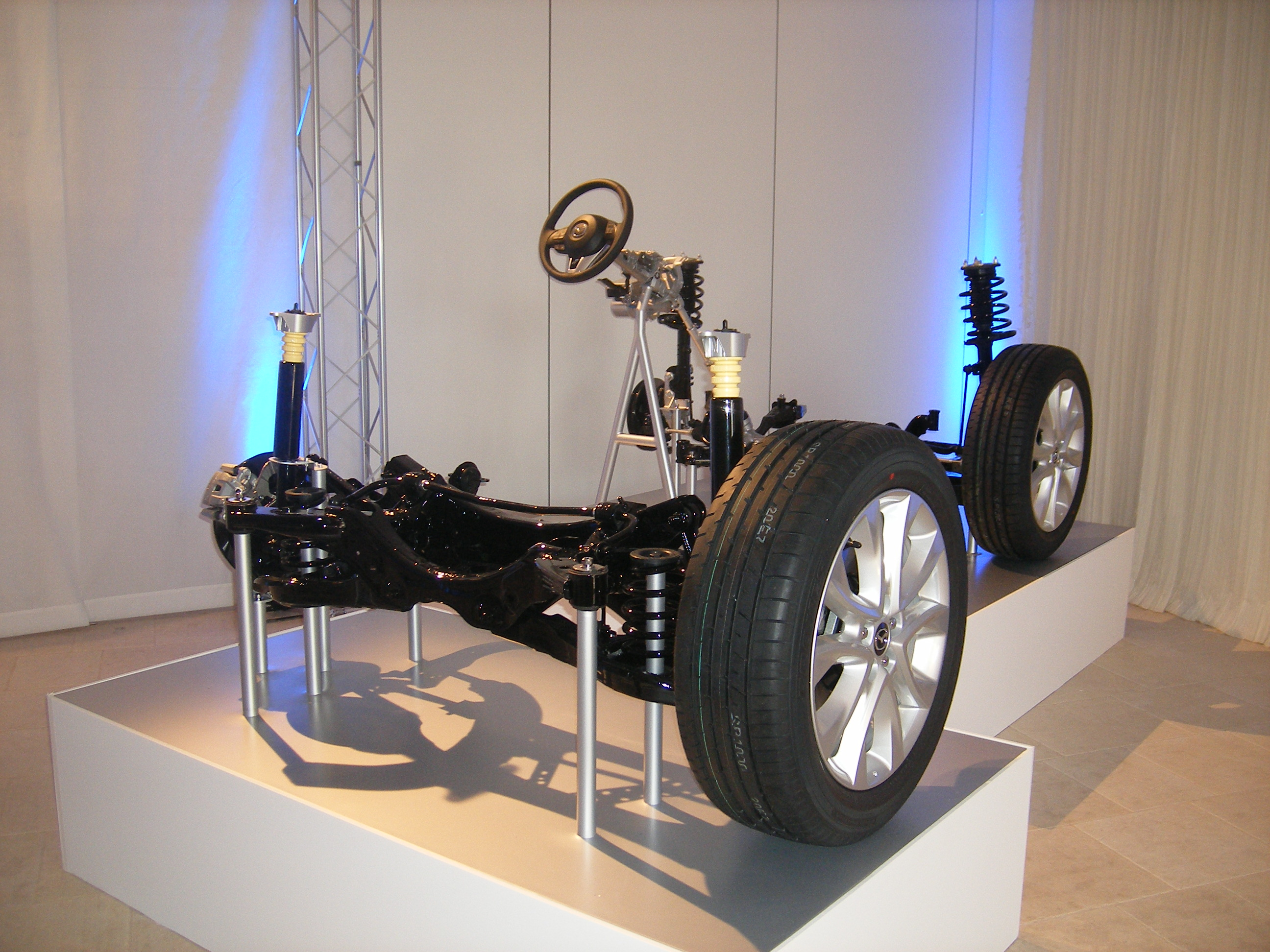
tecnología Skyactiv para automóvil

La marca ha denominado a la carrocería como SKYACTIV-BODY, la cual crea una cabina 8% más liviana que genera menor consumo de combustible, y al mismo tiempo, 30% más resistente para una mayor estabilidad de manejo, eficiencia y confort. 
Uno de los objetivos de la tecnología SKYACTIV es reducir el peso de los coches pero evitando utilizar materiales exclusivos y muchas veces caros como la fibra de carbono o el aluminio. Esta fijación hacia lo liviano es lo que Mazda denomina “la estrategia del gramo”. La firma japonesa quiere que los coches de su nueva generación sean 100 kg. más ligeros que los actuales.
La nueva tecnología SKYACTIV, además de su ligereza, también se caracteriza por la geometría y ubicación de los brazos de suspensión, las características de los amortiguadores y el sistema de dirección, los cuales fueron diseñados para asegurar una respuesta ligera y lineal de la dirección a velocidades bajas y medias, junto con la estabilidad del vehículo a altas velocidades. 
Otros cambios que presenta la nueva tecnología SKYACTIV es la introducción de una dirección asistida eléctrica (EPAS) y la modificación de la geometría de la suspensión trasera. Los amortiguadores traseros cuentan con una disposición inclinada que ofrece una mejor sensación para el conductor, incluso sobre superficies con baches. Esta nueva suspensión ofrece un frenado preciso, seguro y de fácil control en todas las condiciones de uso. La dirección cuenta con asistencia eléctrica, permitiendo una conducción relajante en el tráfico urbano y una sensación deportiva en carreteras curvas, brindando una respuesta ágil que evita al conductor tener que girar excesivamente al volante, lo que se traduce en agilidad, seguridad, estabilidad y confort.

## Motor de gasolina SKYACTIV-G

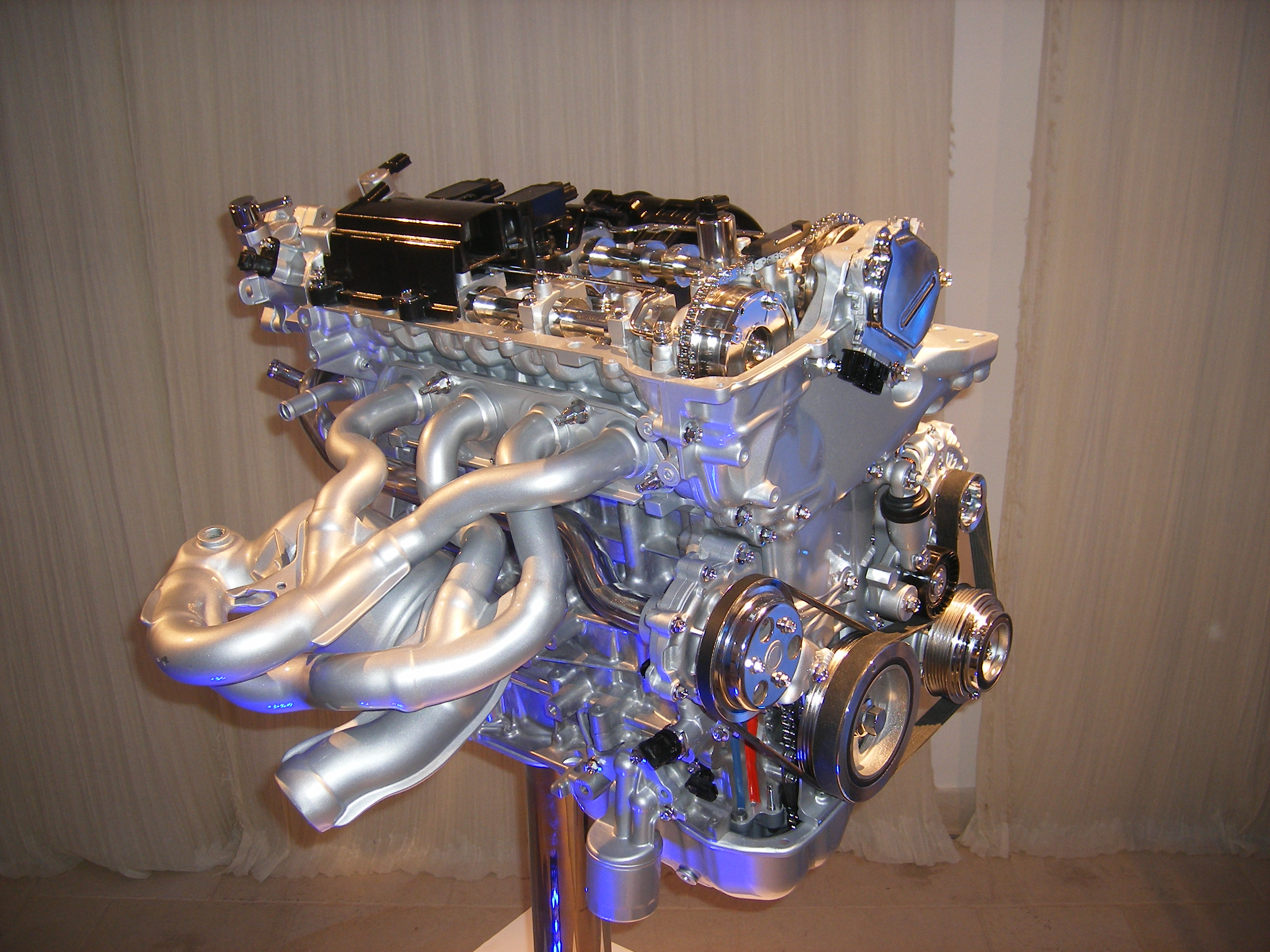
Motor de gasolina Skyactiv-G

La generación de motores SKYACTIV-G de inyección directa y alta relación de compresión ofrece desarrollos en el sistema de escape, pistones e inyectores, que se destacan por su alta eficiencia y la relación de compresión, reducción en la fricción y en el peso funcionando un bajo consumo de gasolina corriente.
La nueva tecnología SKYACTIV puede montar motores de gasolina o diésel. 
El nuevo motor de gasolina de Mazda, con tecnología SKYACTIV, se ha construido a partir del actual MZR 2.0. Es un motor de 4 cilindros, que eroga 165 CV a 6.000 r.p. m. y ofrece un par motor de 210Nm a 4.000 r.p. m.. La principal novedad de este motor es su extraordinaria relación de compresión: 14,0:1. Una relación de compresión así sólo se ha visto en motores de alta competición, nunca en un vehículo de serie.
Una alta relación de compresión en un motor de gasolina mejora la eficiencia térmica y como consecuencia, baja el consumo de combustible. Pero también provoca fácilmente el picado de válvulas o “autoencendido” debido a la cantidad y superior presión de los gases residuales calientes presentes en la cámara de combustión.
Para solucionar este aspecto, Mazda ha diseñado un nuevo colector de escape 4-2-1 relativamente largo, que evacua mejor los gases y evita que retornen al interior de la cámara de combustión. También se ha mejorado la pulverización del combustible, se ha acortado la duración de la combustión y se han añadido cavidades a los pistones para hacer la combustión más rápida, minimizando así el efecto de autoencendido.
El motor de gasolina SKYACTIV-G también se caracteriza por funcionar con unas mínimas “pérdidas de bombeo”, que básicamente es el vacío que se produce en la cámara de combustión cuando el pistón inicia su carrera descendente. Estas “perdidas de bombeo”, que perjudican la eficiencia del motor, se eliminan mediante un sistema de sincronización secuencial de las válvulas de admisión y escape (S-VT). 
El nuevo motor con tecnología SKYACTIV monta pistones y bielas más ligeros. Como consume menos energía para funcionar, el consumo de combustible también es inferior. 
El Mazda 2 que se comercializa exclusivamente en Japón, conocido como Mazda Demio, es el primer coche que incorpora motor con tecnología SKYACTIV. Se trata de un SKYACTIV-G de 1.3 litros de cilindrada e inyección directa de gasolina. Su consumo es de 3,3 litros/100 kilómetros (30 kilómetros por litro).

## Motor diésel SKYACTIV-D

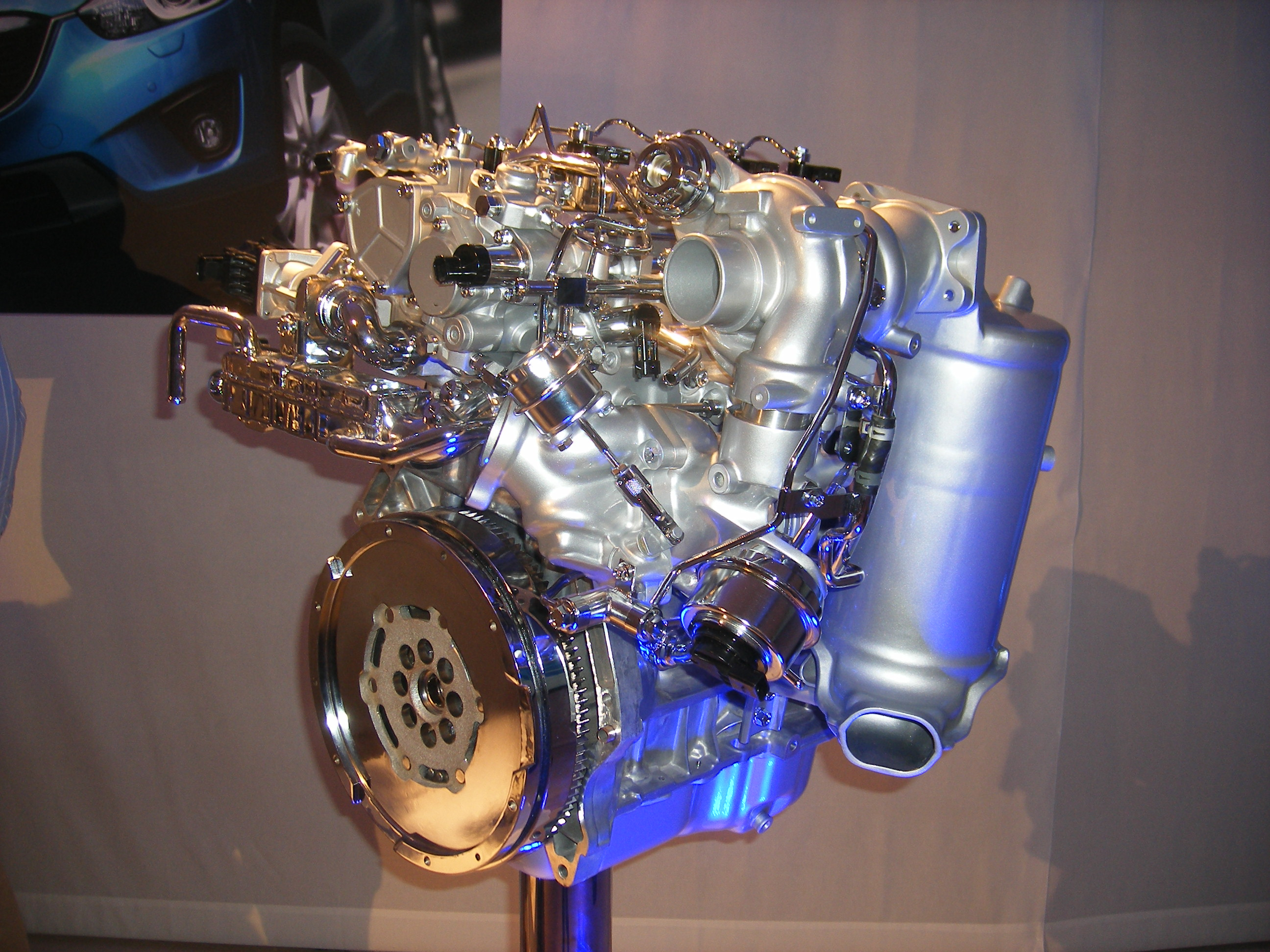
Motor diésel Skyactiv-D

El nuevo motor diésel con tecnología SKYACTIV se caracteriza por lo contrario de su hermano de gasolina: su baja relación de compresión: 14,0 a 1.
Una baja relación de compresión reduce la temperatura y la presión de combustión cuando el pistón está en punto muerto superior. Así, la ignición es más lenta y se mejora la mezcla del aire y el combustible. De esta manera, la combustión es más uniforme, limpia y genera menos consumo y residuos contaminantes. 
La baja relación de compresión también se traduce en una menor tensión en los componentes y esto permite reducir el peso. Las paredes de la culata (motor) de este motor son más delgadas, mientras que su bloque de cilindro (motor) es de aluminio.
Una baja relación de compresión en un motor diésel provoca generalmente problemas a la hora de arrancar en frío. Para solucionar este aspecto, Mazda ha equipado este motor con bujías incandescentes cerámicas, piezoinyectores de orificios múltiples y un sistema de control variable de las válvula de escape.

## Transmisiones SKYACTIV Drive y SKYACTIV MT

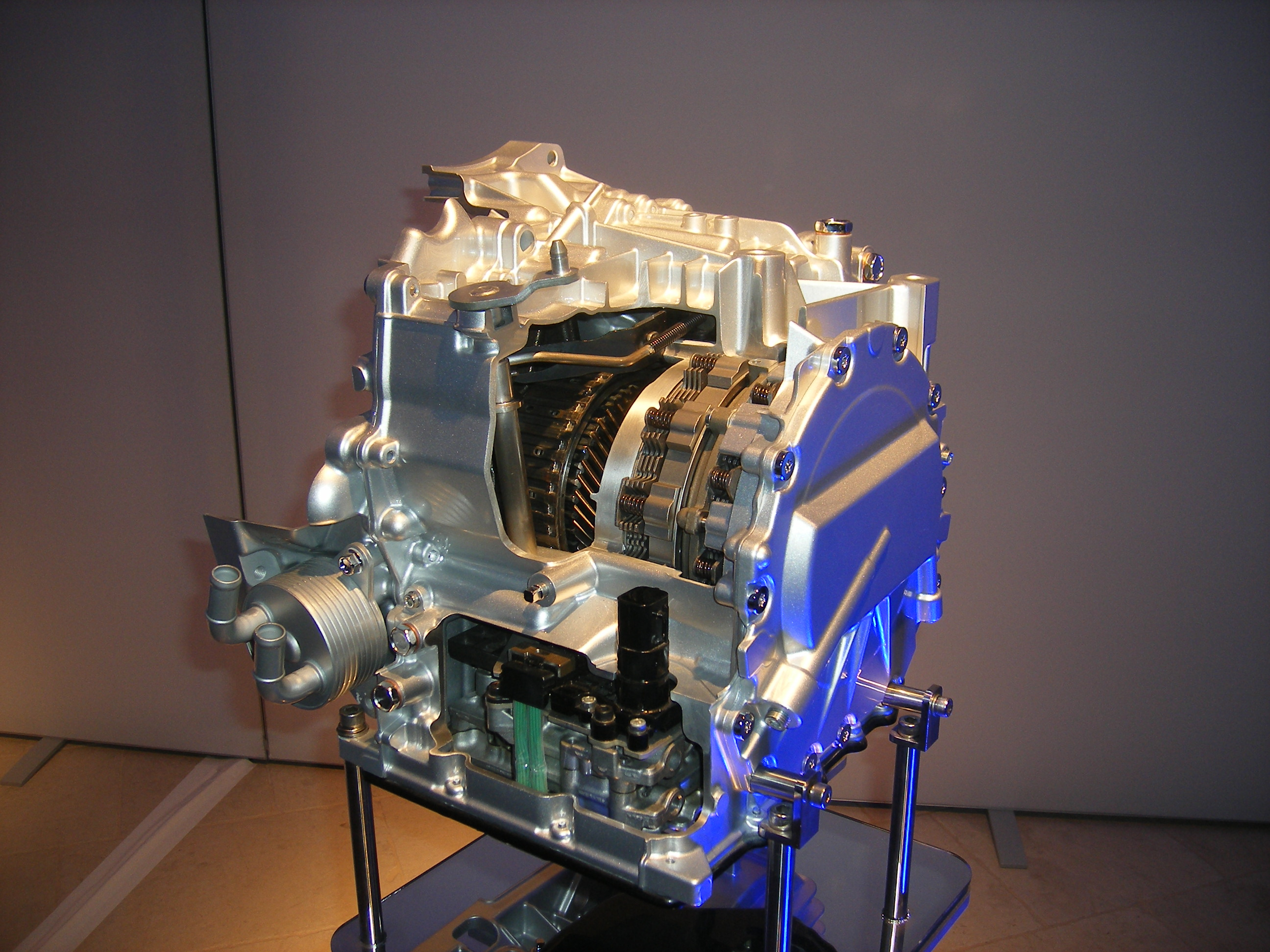
Transmisión automática Skyactiv-Drive

El conjunto de tecnologías SKYACTIV se completa con una nueva generación de transmisiones, manuales y automáticas, ambas de 6 velocidades, que incorporan cambios suaves y ágiles, siendo más efectivas y ligeras. 
La transmisión automática SKYACTIV-Drive, combina todas las ventajas de todos los tipos de transmisión automática (AT convencional, caja de cambios de doble embrague – DCT o la transmisión variable continua transmisión variable continua – CVT). De esta manera, se elimina la pérdida de potencia en la aceleración entregando arranques suaves y potentes, generando una sensación directa de manejo. 
Por otro lado, la transmisión mecánica SKYACTIV-MT se caracteriza por su diseño liviano y compacto que contribuye al aumento de la eficiencia de combustible a través de una reducida fricción mecánica y eficiencia del espacio.

## Sistema de control G-Vectoring (GVC)
Con la Tecnología G- Vectoring se busca que las fuerzas G que el cuerpo recibe al conducir, sean minimizadas para lograr más estabilidad y respuesta de dirección al vehículo. Este control se realiza tomando la información de movimiento y asistiendo al conductor en cada maniobra de giro para generar cambios suaves de fuerzas G sobre el cuerpo, al frenar, girar y acelerar en una curva.

## Motor de gasolina SKYACTIV-X
El nuevo motor de gasolina SKYACTIV-X funciona de la combinación de los dos sistemas existentes de los motores de combustión interna, al conjugar los beneficios de un motor a diesel, con las conveniencias de uno a gasolina. No cabe duda de que va un paso adelante en el desarrollo de tecnología de motores de combustión interna, sin embargo, sólo le falta desarrollar y poner a la mano del consumidor un combustible o un aditivo que estén a la par con los requerimientos de esta nueva tecnología y que ayude a incrementar las prestaciones de dicho motor al mismo tiempo que reduzca las emisiones medias homologadas según la norma NEDC.